# Live in Concert (album Wiza Khalifa & Currensy)
Live in Concert – minialbum Wiza Khalify i Currensy, którego premiera odbyła się 20 kwietnia 2013 roku. Wydawnictwo ukazało się nakładem wytwórni Jet Life Recordings oraz Rostrum Records.
Album zadebiutował na 30. miejscu listy sprzedaży Billboard 200, sprzedając się w ilości 13 000 egzemplarzy. W drugim tygodniu sprzedaż sięgnęła 18 000 sztuk.

## Lista utworów
Źródło.
| Nr | Tytuł utworu       | Długość |
| -- | ------------------ | ------- |
| 1. | „Cabana”           | 3:03    |
| 2. | „Landing”          | 3:39    |
| 3. | „The Blend”        | 3:59    |
| 4. | „Toast”            | 3:47    |
| 5. | „Revenge and Cake” | 5:08    |
| 6. | „For Her”          | 4:32    |
|    |                    | 24:08   |